# Brad Lander

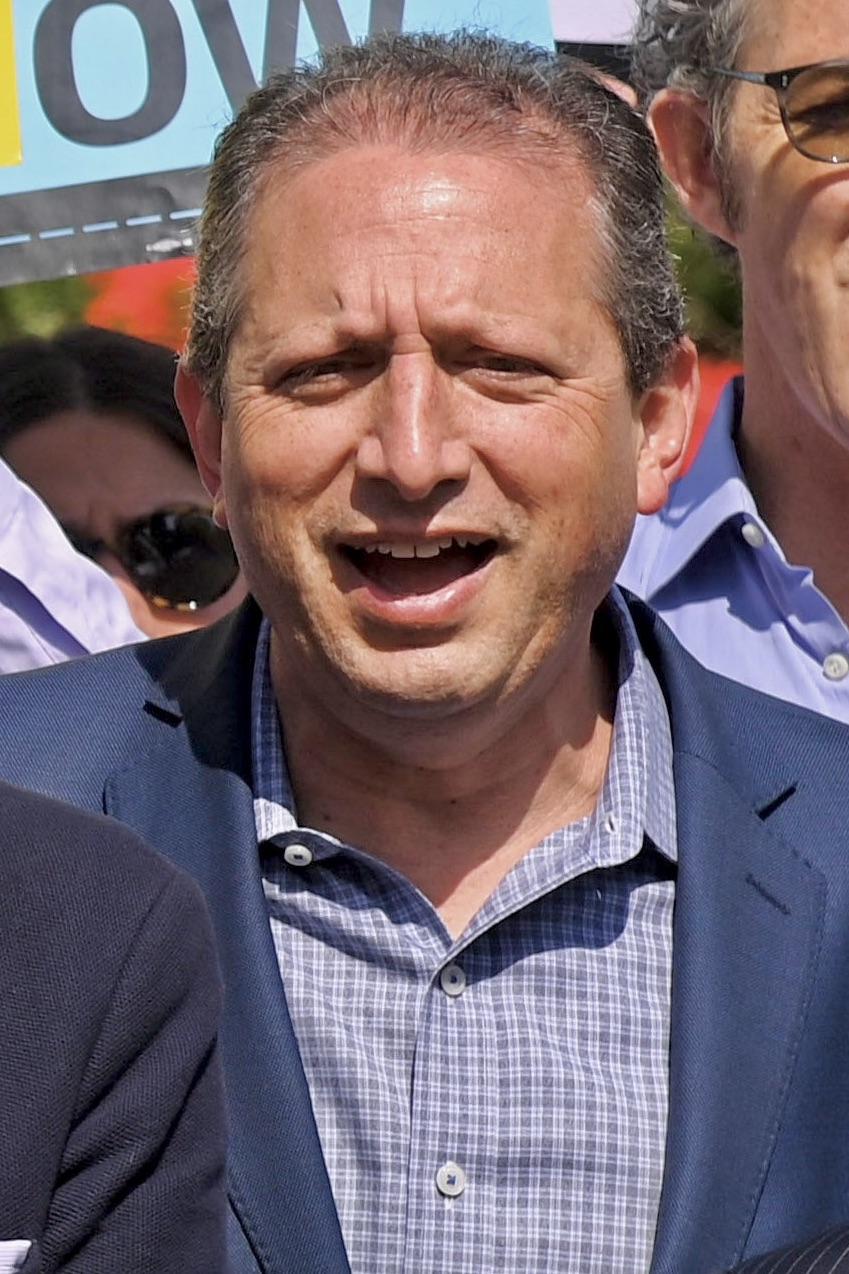
Brad Lander, 2023

Bradford S. „Brad“ Lander (* 8. Juli 1969 in Missouri) ist ein US-amerikanischer Politiker (Demokratische Partei/Demokratische Sozialisten), der seit 2022 als New York City Comptroller amtiert. Der Stadtplaner war von 2010 bis 2021 Mitglied des New York City Council.
Vor der Bürgermeisterwahl in New York City 2025 trat Lander in der parteiinternen Vorwahl der Demokraten an und beendete sie auf dem dritten Platz hinter Zohran Mamdani und Andrew Cuomo.

## Leben
Bradford Lander wurde als Sohn eines Anwalts in einer liberalen jüdischen Familie geboren und wuchs in Creve Coeur, einer Vorstadt von St. Louis, auf. Er ging auf die Parkway North High School im St. Louis County, die er 1987 beendete.
Sein Studium der Anthropologie an der University of Chicago wurde durch ein Stipendium des staatlichen Programms Harry S. Truman Scholarship gefördert. Er schloss es mit dem Bachelor of Arts ab. Anschließend erwarb er einen Master of Science in Sozialanthropologie am University College London und einen weiteren Master of Science in City and Regional Planning am Pratt Institute in New York.
Nach seiner Studienzeit stand Lander von 1993 bis 2003 dem Brooklyner Fifth Avenue Committee vor, einer Non-Profit-Organisation, die sich für bezahlbares Wohnen in New York einsetzt. Seine Arbeit dort wurde mit verschiedenen Preisen ausgezeichnet, unter anderem vom New York Magazine. Er übernahm von 2003 bis 2009 die gleiche Funktion beim Pratt Center for Community Development. Dort äußerte er sich immer wieder kritisch zu verschiedenen Städtebauprojekten, unter anderem dem Hochhaus-Neubaugebiet Pacific Park/Atlantic Yards in Brooklyn.
Brad Lander ist mit der Rechtsanwältin Meg Barnette verheiratet und hat zwei Kinder. Neben seiner politischen Betätigung ist er Lehrbeauftragter (Adjunct Professor) an der Brooklyn Law School.

## Politik

### New York City Council

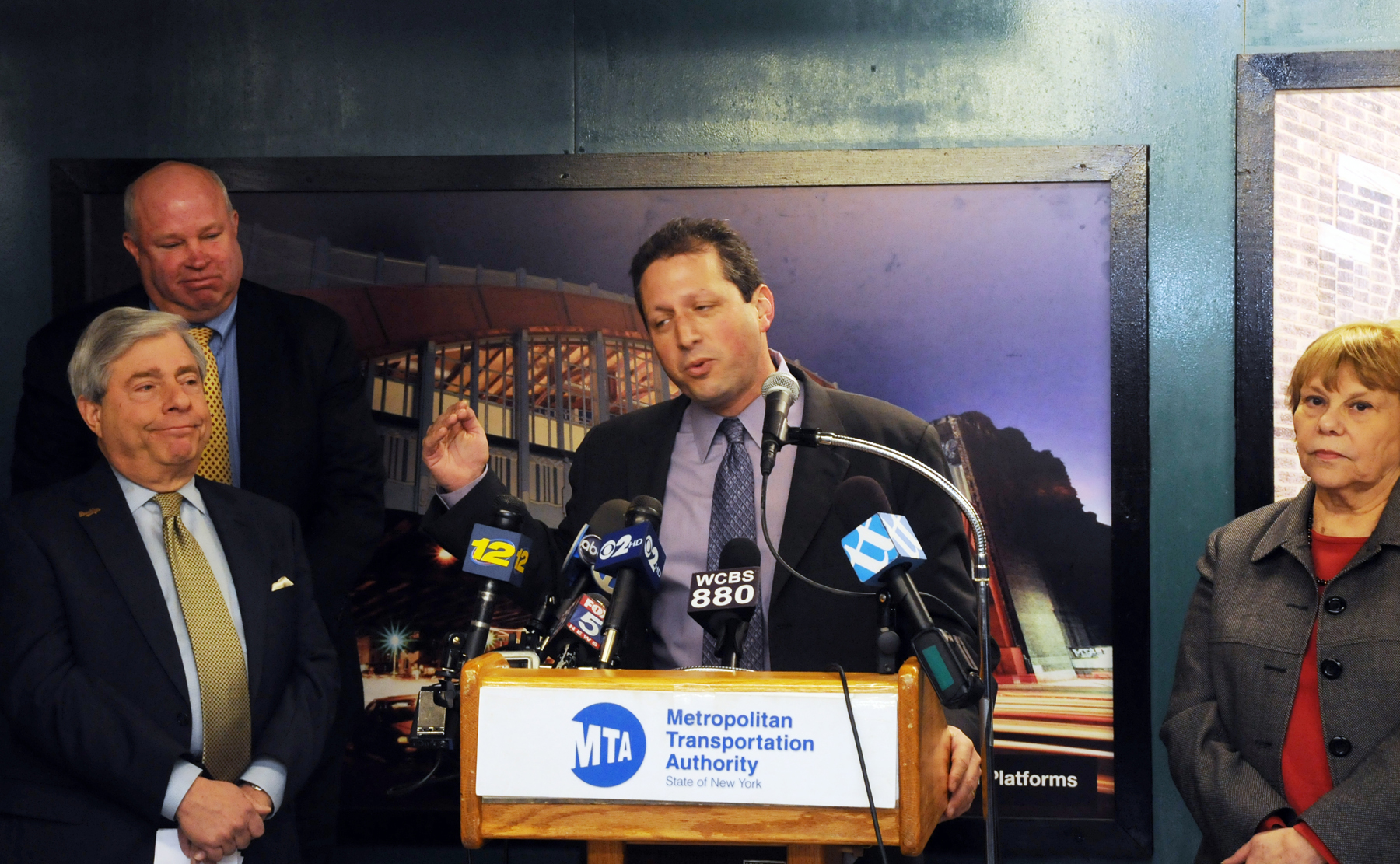
Brad Lander als Mitglied des City Council bei öffentlichem Auftritt 2012

Bereits während seiner Studienzeit schloss sich Lander den Demokratischen Sozialisten Amerikas an, ließ sich jedoch erst 2009 zum ersten Mal zu einer Wahl aufstellen. Da Bill de Blasio, der damalige Vertreter des 39. Bezirks im New York City Council, sich dazu entschied, für das Amt des New York City Public Advocate zu kandidieren, bewarb sich Lander als Nachfolger. Bei den Vorwahlen der Demokratischen Partei setzte er sich gegen vier andere Konkurrenten mit 41 % der Stimmen durch und wurde so zum offiziellen Kandidaten bestimmt. In den darauffolgenden Wahlen zum Vertreter trat er gegen den Republikaner Joe Nardiello und den Kandidaten der Green Party, David Pechefsky, an. Mit 70 % der Stimmen gewann er die Wahl und kam so zum ersten Mal in den New York City Council. 2013 und 2017 wurde er wiedergewählt.
In seiner Zeit im New York City Council setzte sich Lander unter anderem für bessere Arbeiterrechte, bezahlbares Wohnen und bessere öffentliche Schulen ein. Aufmerksamkeit bekam er mit der Einführung des bezahlten Krankenstands, bei dem er eine wichtige Rolle spielte, sowie mit der Verabschiedung eines Gesetzes, das stabile Arbeitszeiten für Mitarbeiter von Fast-Food- und Einzelhandelsunternehmen verlangt. Er ebenfalls war daran beteiligt, Bonitätsprüfungen bei der Einstellung von Mitarbeitern zu verbieten und unterstützte Programme, die sich für Mieterrechte einsetzen.
Neben seinen politischen Aktivitäten fiel Lander ebenfalls mit mehreren Verhaftungen auf. Erstmals wurde er 2015 bei Demonstrationen für streikende Autowaschanlagenarbeiter festgenommen und abgeführt. Zwei Jahre später protestierte er innerhalb des Kapitols der Vereinigten Staaten gegen einen Gesetzentwurf, der reiche Unternehmen begünstigen würde, und wurde erneut verhaftet. 2018 kam es erneut dazu, als er vor dem Büro eines US-Senators demonstrierte.

### New York City Comptroller
Da Lander nach drei Mandaten im New York City Council an die Grenzen seiner beschränkten Amtszeit kam, gab er bekannt, für das Amt des New York City Comptroller zu kandidieren. Der damalige Comptroller, Scott Stringer, hatte ebenfalls Amtszeitbeschränkungen, dementsprechend musste er sein Amt abgeben. Lander baute seine Kampagne auf Themen wie soziale Gerechtigkeit auf und wurde von bekannten Politikerinnen wie Alexandria Ocasio-Cortez und Nydia Velázquez unterstützt. In den demokratischen Vorwahlen gewann er gegen mehrere Namen wie Brian Benjamin und Zachary Iscol und setzte sich in der Hauptwahl gegen den Republikaner Daby Carreras durch.
Das Office of the Comptroller führte unter Lander Prüfungen durch, die unter anderem offenbarten, dass die Kostenkontrolle im Zusammenhang mit der COVID-19-Pandemie in New York City unzureichend war und dass die Ausgaben der städtischen New York City Economic Development Corporation für das Nahverkehrssystem NYC Ferry als zu niedrig ausgewiesen wurden. Auch veröffentlichte er den ersten Bericht, der sich mit den Kosten von Notunterkünften und mit wirksamen Strategien befasste, sowie einen weiteren, der die Situation in den Gefängnissen ins öffentliche Licht rückte.
Beim Städtebauprojekt Hudson Yards stellte Comptroller Lander 2023 fest, dass die Finanzierung der Infrastruktur in öffentlich-privater Partnerschaft über die Hudson Yards Infrastructure Corporation erfolgreich sei, weil Hudson Yards in einer für Gewerbeimmobilien schwierigen Zeit Gewinne, die höher waren als vorab veranschlagt, zum Haushalt der Stadt beitrug.
Am 17. Juni 2025 wurde Lander im Jacob K. Javits Federal Building, dem Sitz des für Manhattan zuständigen Einwanderungsgerichts New York Federal Plaza Immigration Court, durch Beamte der United States Immigration and Customs Enforcement festgenommen. Lander hatte über Wochen hinweg ehrenamtlich die Vorgänge im Gericht beobachtet und Ausländer, die zu Anhörungen vorgeladen waren, vor und nach Gerichtsterminen begleitet. Laut dem Ministerium für Innere Sicherheit der Vereinigten Staaten erfolgte die Verhaftung an jenem Tag „wegen Angriffs auf Strafverfolgungsbehörden und Behinderung eines Bundesbeamten.“ Öffentliche Unterstützung erhielt Lander durch Parteikollegen und Mitbewerber um die Nominierung zum Bürgermeisterkandidaten, die sich vor dem Gerichtsgebäude im Stadtviertel Civic Center versammelten, und medial durch Politiker wie Alexandria Ocasio-Cortez, die die Festnahme als „politische Einschüchterung“ bezeichnete. Die Gouverneurin des Bundesstaates New York, Hochul, begleitete Lander aus dem Gebäude, bezeichnete den Vorgang als „traurigen Tag für New York und das Land“, und erklärte, dass keine Anklage erhoben worden sei.

### Kandidatur zum Bürgermeister
Im Juli 2024 gab Lander bekannt, für das Amt des Bürgermeisters von New York City zu kandidieren. Der New York Times Opinion Panel wählte Lander zum ihrem favorisierten Kandidaten. Lander ging mit gegenseitiger Unterstützung von Zohran Mamdani in die Vorwahl, die als Präferenzwahl mit integrierter Stichwahl durchgeführt wurde. Lander erreichte in der ersten Auszählungsrunde den dritten Platz. Bei der Auszählung der übertragbaren Einzelstimmen standen nach zwei Runden Mamdani und Cuomo als Erst- und Zweitplatzierte fest und fanden alle übrigen Kandidaten, so auch Lander, keine weitere Berücksichtigung.